# 자바리
자바리(학명: Epinephelus bruneus)는 농어목 바리과에 속하는 바닷물고기다. 자란고기의 몸길이는 60cm 정도지만 드물게 몸길이 1.3m에 몸무게 30kg에 달하는 대형개체가 잡힌다. 고급 식재로 취급돼 낚시 대상으로도 인기가 높다.
제주도에서는 다금바리라 불린다. 맛의 방주에 등재되어 있다.

## 분포
제주도 및 남해에 분포해있다.그 밖에도 일본남부, 중국, 필리핀에도 분포해 있다.

## 생태
야행성이며 작은 어류,오징어를 먹고 산다. 산란기는 8~10월이다.